# Капнист, Василий Петрович
Василий Петрович Капнист (укр. Василь Капніст; ок. 1701 — 19 августа 1757; Гросс-Егерсдорф) — миргородский и киевский полковник Войска Запорожского, бригадир.

## Биография
Капнисты были выходцами из Греции, из аристократической семьи Капнисос, которая даже имела венецианский графский титул.
Отец Василия, Пётр Христофорович (умер 1711 году) происходил с острова Занте и был известным борцом против турецкого порабощения. В 1711 году Василий будучи десяти лет от роду выехал в город Изюм, где его отец умер от болезни. Василия усыновил бездетный запорожский изюмский сотник Павлюк. Павлюк доверил Василию некоторый капитал, с которым Капнист удачно торговал и приобрел значительное состояние. Однако Василий стремился к военной деятельности. В 14 лет Василий был записан в Изюмский полк с фамилией Капнист. Принимал участие в польских походах волонтёром. Службу начал сотником Изюмского слободского казачьего полка и отличился при разгроме орды калмыцкого князя Дондука-Асибо в 1734 году. Капнист быстро, на свой страх, собрал отряд и нанес грабителям сильное поражение; за это его произвели в казачьи сотники. Затем он отличился во время походов Миниха, особенно под Очаковым в 1737 году, и был произведен в миргородские полковники и императрица Елизавета Петровна подарила ему поместье Обуховку.
В 1750 году возникло дело по неосновательному доносу, будто бы он замышляет убить гетмана и вступить в сношения с крымскими татарами, но ложность обвинения была им доказана и он получил в награду за невинное страдание чин бригадира. В 1743 году он руководил, вместе с французским инженером подполковником де-Боскетом, устройством некоторых укреплений против внезапных крымскотатарских набегов.
В начале Семилетней войны он командовал пятью слободскими полками и погиб в битве при Гросс-Егерсдорфе. На поле боя была найдена лишь рука с саблей, подаренной Елизаветой Петровной. Останки были захоронены в его поместье Обуховка.
Кроме Обуховки владел селами Зуевцы Миргородской сотни, Поповка и Трубайцы Хорольской сотни — всего имел 152 двора.

## Семья
- Сыновья — Николай, Данило, Ананий, Андрей, Пётр, Василий (1758—1823, известный писатель).
- Жена — Елена Согден (дочь греческого купца); Софья Андреевна Дунин-Борковская (внучка генерального обозного Василия Касперовича Дунина-Борковского); согласно семейному преданию, матерью Василия (сына Василия Петровича) была турчанка Сальма, которая покончила с собой после смерти Василия Петровича, отдав перед этим ребёнка Софье.